# Campo sportivo di Domagnano
Il campo sportivo di Domagnano è uno stadio calcistico della Repubblica di San Marino situato a Domagnano, ha una lunghezza di 100 metri per una larghezza di 64 ed è dotato di 500 posti in piedi per gli spettatori.